# Cantone di Villerupt
Il Cantone di Villerupt è una divisione amministrativa dell'arrondissement di Briey.
A seguito della riforma approvata con decreto del 26 febbraio 2014, che ha avuto attuazione dopo le elezioni dipartimentali del 2015, è passato da 12 a 14 comuni.

## Composizione
I 12 comuni facenti parte prima della riforma del 2014 erano:
- Baslieux
- Bazailles
- Boismont
- Bréhain-la-Ville
- Fillières
- Laix
- Morfontaine
- Thil
- Tiercelet
- Ville-au-Montois
- Villers-la-Montagne
- Villerupt

Dal 2015 i comuni appartenenti al cantone sono i seguenti 14:
- Bréhain-la-Ville
- Crusnes
- Errouville
- Fillières
- Hussigny-Godbrange
- Laix
- Longlaville
- Morfontaine
- Saulnes
- Serrouville
- Thil
- Tiercelet
- Villers-la-Montagne
- Villerupt